# Madapolam

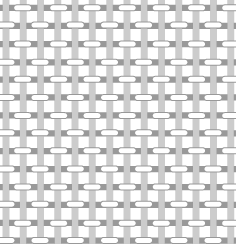
Détail d'un schéma de la structure d'un textile à armure

Le madapolam est un tissu de coton blanc à armature toile, de texture intermédiaire entre le calicot et la percale. Il porte le nom d'un bourg de Narasapuram (ou Narsapur), ville de l'Inde dans l’Andhra Pradesh où la Compagnie britannique des Indes orientales possédait une fabrique de draps au XIXe siècle.
Il a servi de revêtement en tissu aéronautique.